# Ichiji Otani
Ichiji Otani (31 august 1912 - 23 noiembrie 2007) a fost un fotbalist japonez.

## Statistici
| Japonia | Japonia | Japonia |
| An      | Meciuri | Goluri  |
| ------- | ------- | ------- |
| 1934    | 3       | 1       |
| Total   | 3       | 1       |